# 桑蒂瓦涅斯德埃斯格瓦
41°49′43″N 3°45′13″W / 41.8287162°N 3.753666299999999°W
桑蒂瓦涅斯德埃斯格瓦，是西班牙卡斯蒂利亚-莱昂布尔戈斯省的一个市镇。总面积22平方公里，总人口149人（2001年），人口密度7人/平方公里。